# Roel Rothkrans
Roel Rothkrans (Geleen, 31 januari 1979) is een Nederlandse handbalcoach en voormalig handballer. Hij doorliep de jeugdopleiding van Vlug en Lenig en maakte van 1995 tot 2001 deel uit van het eerste team. In 2001 verkaste hij naar BFC waar hij tot 2005 speelde. Hierna keerde hij weer terug bij Vlug en Lenig waar hij in 2008 stopt met zijn spelerscarrière.
Na zijn actieve carrière heeft hij vanaf 2008 het tweede herenteam van V&L getraind uitkomend in de 2e Divisie. Na het kampioenschap in deze klasse met dit team (2012) is hij een aantal jaar gestopt als actief trainer. In 2016 werd hij vervolgens weer assistent-coach van het damesteam van Vlug en Lenig als opvolger van Nick Onink.